# Taubenturm Château de Beauvais (Lussas-et-Nontronneau)

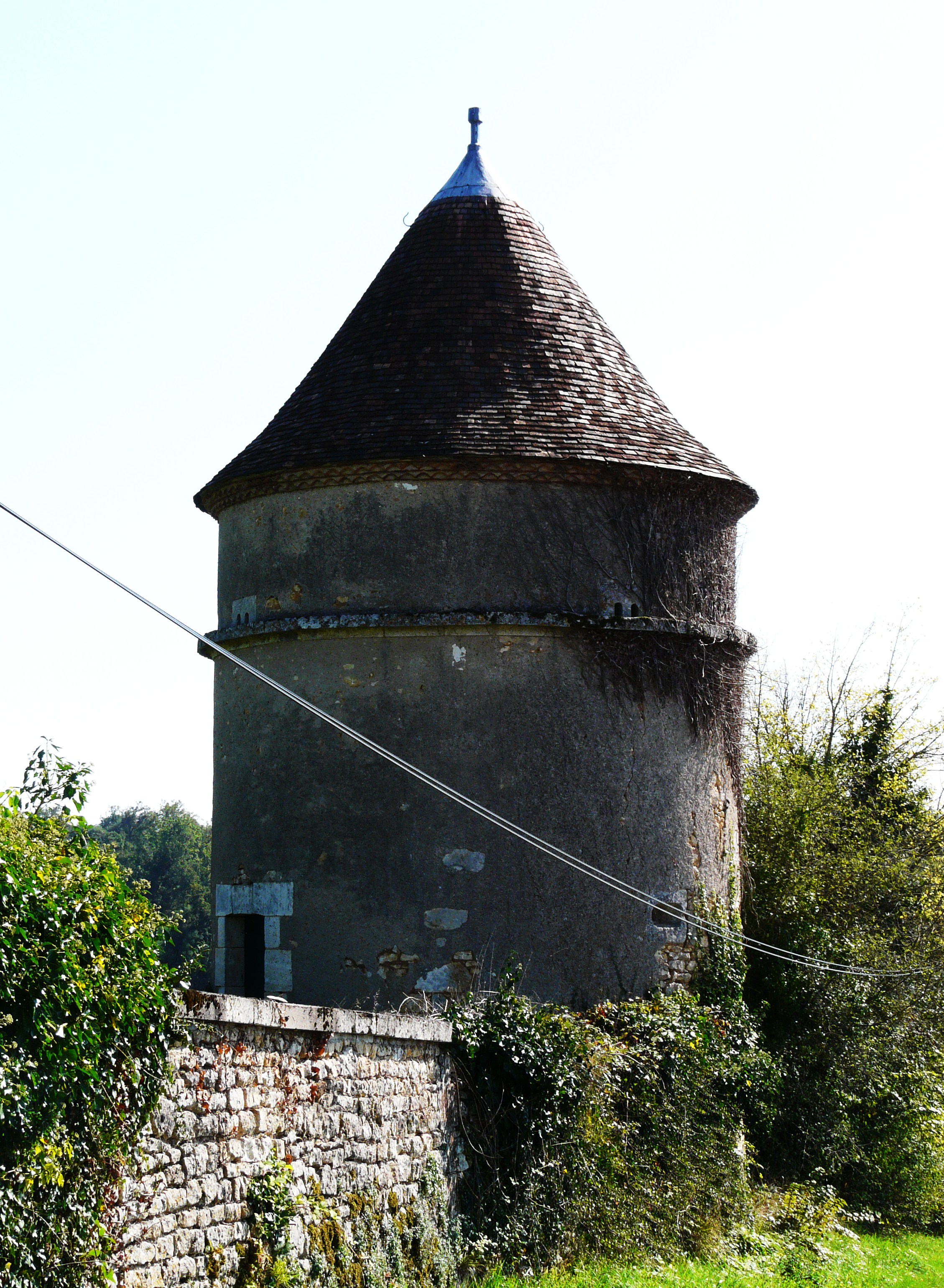
Taubenturm in Lussas-et-Nontronneau

Der Taubenturm (französisch colombier oder pigeonnier) des Château de Beauvais in Lussas-et-Nontronneau, einer französischen Gemeinde im Département Dordogne in der Region Nouvelle-Aquitaine, wurde im 16. Jahrhundert errichtet. Der Taubenturm steht seit 2011 als Teil des Schlosses als Monument historique auf der Liste der Baudenkmäler in Frankreich.
Der runde Turm aus Bruchsteinmauerwerk besitzt einen Eingang, der von Hausteinen gerahmt wird.